# أولاد بوسعدن (بني امحمد)
أولاد بوسعدن هو دُوَّار يقع بجماعة برارحة، إقليم تازة، جهة فاس مكناس في المملكة المغربية. ينتمي الدوّار لمشيخة بني امحمد التي تضم 4 دواوير. يقدر عدد سكانه بـ 1152 نسمة حسب الإحصاء الرسمي للسكان والسكنى لسنة 2004.

## روابط خارجية
- البوابة الوطنية للجماعات الترابية
- المندوبية السامية للتخطيط